# Казка про попа та його працівника Балду
«Казка про попа та його працівника Балду» — радянський кольоровий мальований мультфільм 1940 (одночасно випущена чорно-біла версія) за однойменною казкою (1830) Олександра Пушкіна, знятий на кіностудії «Союзмультфільм». Вийшов на екрани у травні того ж року.

## Сюжет
За однойменною казкою А. С. Пушкіна .
Поп-толоконне чоло наймає в працівники Балду, який обіцяє бути справним конюхом, кухарем і теслею за подібною ціною: на рік за три клацання. Балда старанно виконує всі бажання та забаганки нового господаря. Але наближається година розплати. Як не хитрує боягузливий і жадібний Поп, йому доводиться все ж таки сповна отримати за свою ненаситну жадібність.

## Творці
- Режисер: Пантелеймон Сазонов
- Художники-постановники: Влад Бочкарьов, Я. Рейтман
- Композитор: Йосип Ковнер
- Художники-мультиплікатори:
  - Борис Дежкін
  - Фаїна Єпіфанова
  - Борис Тітов
  - Григорій Козлов
  - Дмитро Бєлов
  - М. Іртіньєв
  - Микола Федоров
- Художники фонів: Віра Роджеро, Г. Невзорова
- Технічний помічник: Е. Голованова
- Звукооператор: Сергій Ренський
- Оператор: П. Аліпова
- Квіткооператор: Д. Каретний
- У озвучуванні фільму беруть участь:
  - Леонід Пирогов - Балда
  - Іван Залеський - піп
  - Олена Тяпкіна - попадя
  - Андрій Тутишкін - старий біс
  - Юлія Юльська - бісеня